# 今井優步
今井優步（日语：／ Imai Yūho，1995年6月29日—），日本女子羽毛球運動員。奈良縣出生，畢業於春日中學校及四天王寺高校，2014年加入西京銀行，後轉隊至yamato奈良羽球隊，現為ほねごり相模原羽球隊隊員，隊員編號7號。

## 簡歷
2016年2月，今井優步出戰雪梨羽毛球國際賽，與米元陽花合作贏得女子雙打冠軍。

## 主要比賽成績
只列出曾進入準決賽的國際賽事成績：
| 年份   | 賽事                   | 公開賽級別 | 項目     | 拍檔     | 成績   |
| ------ | ---------------------- | ---------- | -------- | -------- | ------ |
| 2016年 | 雪梨羽毛球國際賽       | 國際系列賽 | 女子雙打 | 米元陽花 | 冠軍   |
| 2017年 | 俄羅斯羽毛球大獎賽     | 大獎賽     | 女子雙打 | 川島美南 | 亞軍   |
| 2025年 | 墨西哥羽毛球國際挑戰賽 | 國際挑戰賽 | 混合雙打 | 古賀輝   | 冠軍   |
| 2025年 | 北馬里亞納羽毛球國際賽 | 國際系列賽 | 混合雙打 | 古賀輝   | 亞軍   |
| 2025年 | 北馬里亞納羽毛球公開賽 | 國際挑戰賽 | 混合雙打 | 古賀輝   | 冠軍   |
| 2025年 | 塞班島羽毛球國際賽     | 國際挑戰賽 | 混合雙打 | 古賀輝   | 準決賽 |

| 2007-2017年 | 首要超級賽 | 超級賽 | 黃金大獎賽 | 大獎賽 | 國際挑戰賽 | 國際系列賽 | 未來系列賽 | 其他 |

| 2018-2026年 | 總決賽 | 超級1000賽 | 超級750賽 | 超級500賽 | 超級300賽 | 超級100賽 | 國際挑戰賽 | 國際系列賽 | 未來系列賽 | 其他 |